# Ara ambiguus ambiguus
La guacamaya verdelimón común (Ara ambiguus ambiguus), también llamada comúnmente: guacamayo ambiguo, guacamayo de cara blanca, guacamayo verde mayor, guara verde, o lapa verde, es una de las dos subespecies en que se divide la especie Ara ambiguus, un ave grande y colorida, perteneciente a la familia de los loros. Esta subespecie habita en selvas, bosques húmedos, y palmerales de América Central y el noroeste de América del Sur. El nombre científico ha sido cambiado de Ara ambigua a Ara ambiguus para que lleve el nombre en concordancia con el género.

## Distribución y hábitat
Se extiende desde el este de Honduras, Nicaragua, Costa Rica, y Panamá hasta el noroeste de Colombia.
En Honduras, es raro cerca del río Plátano.
En Nicaragua, persiste en la Reserva de Bosawás y en la reserva Biológica Indio Maíz localizada en la esquina sureste del país, bordeando el río San Juan, donde se refugia la segunda subpoblación global de la subespecie (y de la especie también).
En Costa Rica, habita una importante población en la zona norte, unida a la del sudeste de Nicaragua, la que en conjunto se ha estimado en el año 2009 en 1530 ejemplares. En ese país, su distribución reproductiva se limita a la zona del área de Conservación Huetar Norte, más específicamente entre los ríos San Carlos, San Juan, Sarapiquí y las faldas del norte de la cordillera Volcánica Central. Esta población depende altamente del almendro (Dipteryx panamensis) tanto para alimentarse de sus semillas como para construir en sus troncos sus nidos. 
En Panamá, localmente es bastante común en la vertiente del Caribe y en la provincia de Darién en Alturas de Nique cerca de Cana, y en la zona fronteriza con Colombia. Se reproduce en la serranía de Majé y al sur del cerro Hoya.
En Colombia se encuentra en el Darién, el cual cobija a la subpoblación más importe a nivel global de la subespecie (y de la especie también), estimada en 1700 individuos maduros (o menos de 2500 en total, incluyendo los juveniles e inmaduros). También habita en el norte de la serranía del Baudó y en los Andes occidentales, al este del alto valle del río Sinú.
Habitan en diversos tipos de bosques tropicales, sabanas, palmerales, y pluviselvas de tierras bajas o de laderas serranas.

## Costumbres
Viven normalmente en parejas o grupos familiares de 3 a 4 ejemplares; fuera de la época reproductiva, forman grupos numerosos.   
Forman pareja de por vida. Aprovechan las cavidades hechas por los pájaros carpinteros (familia Picidae) u otros huecos formados naturalmente en árboles de madera suave, para allí establecer sus nidos. La hembra pone 3 huevos elípticos blancos, de 55 x 45 mm, que empolla por 26 días. Ambos padres alimentan a los polluelos. 
Pueden ser observados alimentándose en árboles altos; lo hacen de semillas, frutas, nueces, flores y néctar. Debido a sus necesidades alimenticias, realizan constantes desplazamientos entre los territorios cercanos en busca de comida. Mientras lo hacen, se mantienen en constante contacto mediante potentes vocalizaciones, las que son audibles a largas distancias.

## Relación con el hombre
Es popular como ave doméstica por su comportamiento sociable y porque aprende a imitar palabras, además de por su colorido plumaje.  

## Conservación
La destrucción de su hábitat y su captura para el comercio han contribuido a la disminución de sus poblaciones, habiendo desaparecido de algunas áreas de su distribución original.
Su población está reduciéndose lo suficientemente rápido como para considerarla «en peligro de extinción» por la Lista Roja de especies amenazadas de la UICN; también aparece en el Apéndice l del Convenio sobre el Comercio Internacional de Especies Amenazadas de Fauna y Flora Silvestre (CITES).
Estimaciones indican que la población mundial tiene menos de 2450 individuos maduros (o menos de 3640 en total, incluyendo los juveniles e inmaduros).
Luego del periodo de nidificación, forma bandadas no reproductivas que suman 50 o más ejemplares, que así reunidos recorren grandes áreas, hábito que puede dar lugar a estimaciones locales de abundancia con cifras infladas con respecto a las reales.

### «Proyecto de Investigación y Conservación de la Lapa Verde»
Desde 1994 este proyecto está dedicado al estudio de la biología de conservación de esta subespecie en la región norte de Costa Rica. Fue iniciado por el Dr. George V. N. Powell, cuando la primera fase del estudio determinó que desde principios del siglo XX su área de distribución en ese país se había reducido en un 90 %. Desde 1997, este proyecto cuenta con el respaldado del Centro Científico Tropical.